# Alstahaug
Alstahaug là một đô thị ở hạt Nordland, Na Uy.

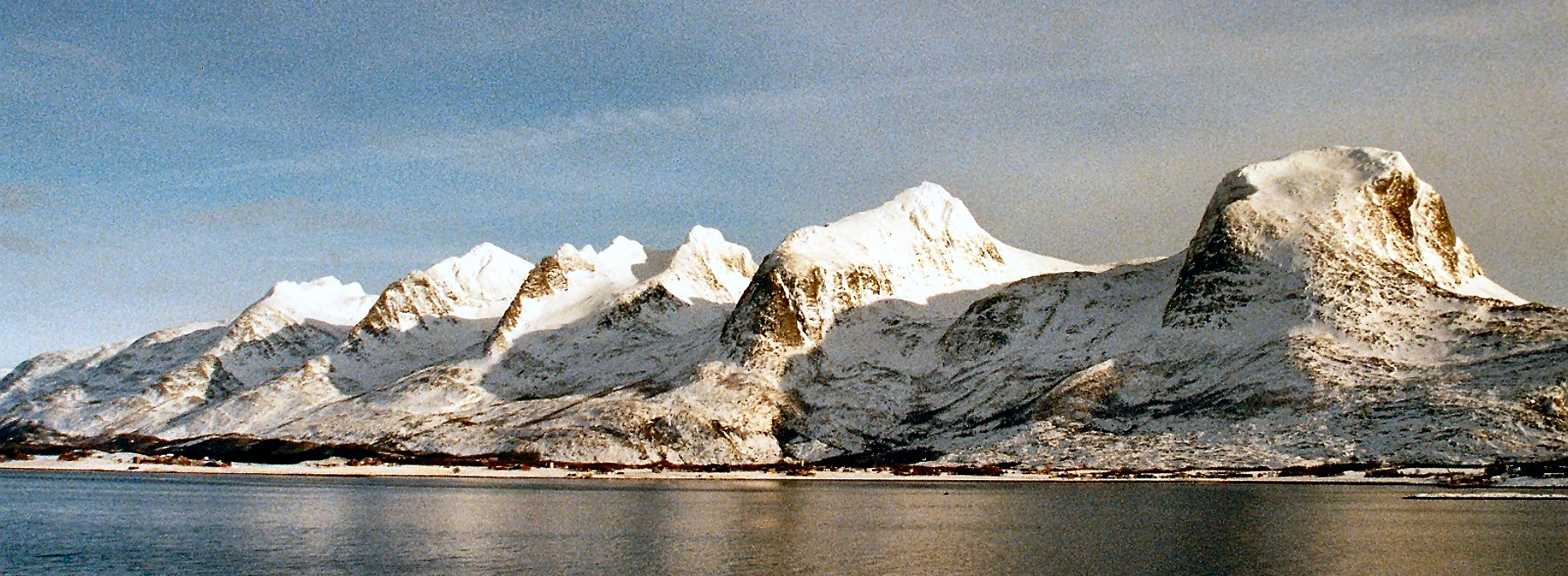
The Seven Sisters

Alstahaug được lập làm đô thị ngày 1 tháng 1 năm 1838 (xem formannskapsdistrikt). Ba đô thị khác sau này được tách từ đô thị này là:: Herøy (1862), Tjøtta (với Vevelstad) (1862) và Sandnessjøen (với Leirfjord) (1899). Tjøtta (với Vevelstad) và Sandnessjøen (không có Leirfjord) lại được nhập vào Alstahaug ngày 1 tháng 1 năm 1965. 
Khu vực Nordvik đã được chuyển từ Alstahaug sang Herøy năm 1864. Khu vực đất liền của Alstahaug đã được chuyển cho Vefsn năm 1995.

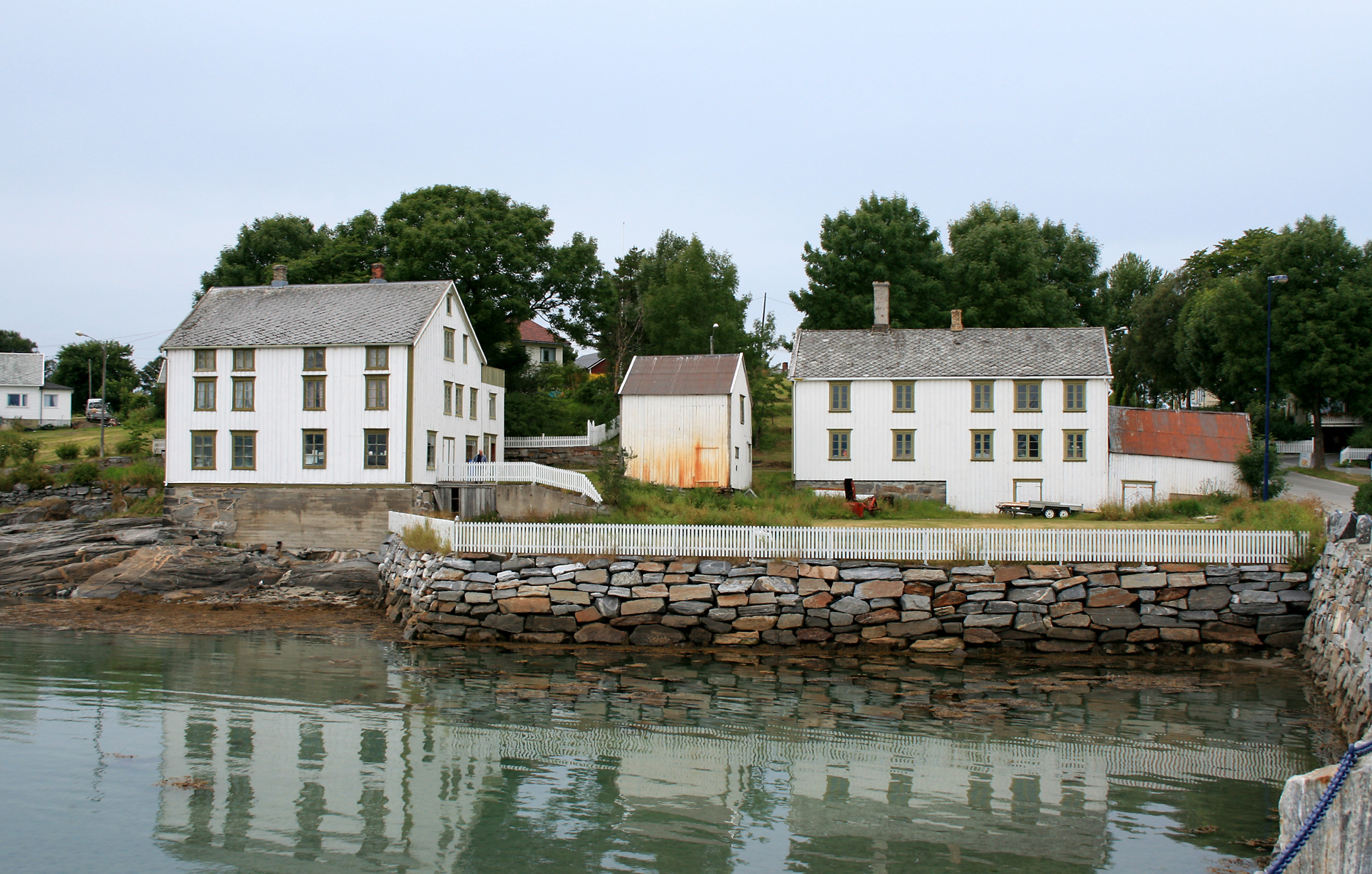
Trung tâm thương mại cũ tại Tjøtta.

Trung tâm của Alstahaug là thị xã Sandnessjøen nằm ở đảo Alsten. Dãy núi Bảy chị em nằm ở đảo này. Đảo này được nối với đất liền thông qua cầu Helgeland dọc theo đường Rv17.
Đô thị này nằm ngay phía nam vòng cực ở khu vực có tên Ngoại Helgeland, Alstahaug là nơi sinh sống của nhiều loài chim, đặc biệt là ở Tjøtta. Ở đây có khu bảo tồn thiên nhiên Ostjønna.